# 凱爾·米歇爾
凱爾·喬哈里·萊斯·米歇爾（英語：Kel Johari Rice Mitchell，1978年8月25日—），美國男演員及獨角喜劇演員。以尼克儿童频道喜劇節目《歡笑時刻》前五季的班底演員而聞名，後與凱南·湯普森搭檔主演情景喜劇《凱南和凱爾》及賣座電影《漢堡總動員》（1997年）擴展人氣。
2019年在真人秀節目《与星共舞》上與維特尼·卡森搭檔而贏得亞軍。

## 早期生活
凱爾·米歇爾1978年8月25日生於伊利諾州芝加哥，南區長大。他就讀於芝加哥職業高中（Chicago Vocational High School），並在ETA創意藝術基金會（ETA Creative Arts Foundation）上戲劇課。他有兩個姊姊或妹妹：肯雅塔（Kenyatta）和凱拉（Kyra） 。

## 個人生活
米歇爾與首任妻子泰莎·漢普頓（Tyisha Hampton）結婚六年，直到2005年離婚。他們有兩個孩子：生於1999年的兒子以及生於2002年的女兒。
2012年2月25日與饒舌歌手艾希亞·李（Asia Lee）結婚。米歇爾又獲得兩個孩子：生於2017年7月的女兒以及2020年10月的兒子。
米歇爾是已皈依基督教的教徒。2019年12月，他成為洛杉磯溫內特卡靈糧基督教中心（Spirit Food Christian Center）的青年牧師。他也是黑人學院博覽會（Black College Expo）的發言人。

## 外部連結
- 官方网站
- 凱爾·米歇爾在互联网电影资料库（IMDb）上的資料（英文）